# Chrzęsne (osada leśna)
Chrzęsne – dawna osada leśna w Polsce, w województwie mazowieckim, w powiecie wołomińskim, w gminie Tłuszcz.
1 stycznia 2024 nazwa miejscowości została zniesiona.
W latach 1975–1998 miejscowość administracyjnie należała do województwa ostrołęckiego.